# Кинематограф Испании
Испанское кино́ (исп. Cine español) — национальный кинематограф и кинопроизводство Испании.

## Начало
Первый кинопоказ в Испании состоялся 5 мая 1895 года в Барселоне. Фильмы братьев Люмьер были показаны в мае в Мадриде и в декабре в Барселоне.
Первыми испанскими фильмами считаются «Выход двенадцатичасовой мессы из церкви Пилар Сарагосской» (Salida de la misa de doce de la Iglesia del Pilar de Zaragoza) Эдуардо Химено Пероманте, «Портовая площадь в Барселоне» (Plaza del puerto en Barcelona) Александра Промио и «Прибытие поезда из Теруэля в Сегорбе» (Llegada de un tren de Teruel a Segorbe) неизвестного автора. Первым игровым фильмом, то есть фильмом по сценарию, была «Ссора в кафе» (Riña en un café), снятая Фруктуосом Хелабертом. Все эти кинофильмы появились в 1897 году.
Первым испанским режиссёром, добившимся международного успеха, был Сегундо де Шомон.

## Расцвет немого кино
В 1914 году центром кинопроизводства Испании была Барселона. В это время преобладали так называемые эспаньолады, эпические картины из истории Испании, которые доминировали в испанском кино вплоть до 1960-х годов. Среди них можно особо выделить фильмы Флориана Рея с участием Империо Архентины и Рикардо Нуньеса, а также первую версию «Арагонского благородства» (Nobleza baturra, 1925). Кроме того, создавались исторические драмы, например, «Жизнь Христофора Колумба и его открытие Америки» (Vida de Cristóbal Colón y su descubrimiento de América, 1917), мелодрамы, например, «Тайны Барселоны» (Los misterios de Barcelona, 1916) француза Жеральда Буржуа, экранизировались театральные пьесы, например, «Дон Хуан Тенорио» (Don Juan Tenorio) Рикардо Баньяса, и сарсуэлы. Даже Хасинто Бенавенте, который говорил, что в кино ходят только отбросы, снимал фильмы по своим пьесам.
В 1928 Эрнесто Хименес Кабальеро и Луис Буньюэль основали в Мадриде первый киноклуб. К тому времени центр кинопроизводства переместился в Мадрид, в нём было снято 44 из 58 испанских кинолент. В этом же году Франсиско Элиас Рикельме снял первый в Испании звуковой фильм «Тайна Пуэрты дель Соль» (El misterio de la Puerta del Sol).
Драма о сельской жизни «Проклятая деревня» (La aldea maldita, 1929) Флориана Рея имела большой успех в Париже, где в то же время Луис Буньюэль и Сальвадор Дали представили вниманию публики фильм «Андалузский пёс» (Un chien andalou), ставший позднее одним из самых известных авангардистских фильмов эпохи.

## Кризис звукового кино
В 1931 приход иностранных звуковых фильмов привел в упадок испанский кинематограф, в этом году был снят только один фильм.
В следующем году Мануэль Касанова (Manuel Casanova) основал Испанскую Компанию по Производству Фильмов (La Compañía Industrial Film Española S.A. — CIFESA), которая выпустила больше фильмов, чем кто-либо до этого выпускал в стране. В первый год CIFESA выпустила 6 фильмов, включая первый фильм Буньюэля в Испании — псевдодокументальную ленту «Земля без хлеба» (Tierra sin pan). В 1933 компания выпустила уже 17 фильмов, а в 1934 — 21 фильм, например, «La verbena de la Paloma» режиссёра Бенито Перохо (Benito Perojo), который имел большой успех. Производство фильмов выросло до 37 лент в 1935.

## Война и послевоенные годы
С 1936 два враждующих лагеря начали использовать кино как средство пропаганды и цензуры.
Франкисты создали Национальное Управление Кинематографии (Departamento Nacional de Cinematografía). Многие профессиональные кинематографисты стали уезжать из страны.
При новом режиме навязывалось обязательное озвучивание на кастильском наречии всех фильмов, демонстрирующихся в стране.
В то время прославились такие режиссёры как Игнасио Ф. Икино, Рафаэль Хиль («Huella de luz», 1941), Хуан де Ордунья («Locura de amor», 1948), Артуро Роман, Хосе Луис Саэнс де Эредия («Raza», 1942 — по собственному сценарию Франко) и Эдгар Невильe. Также смог отличиться фильм «Fedra» (1956) режиссёра Мануэля Мур Оти.
В 1950-х в Испании начали проходить два важных кинематографических фестиваля. 21 сентября 1953 впервые состоялся Международный Кинофестиваль в Сан-Себастьяне (Festival Internacional de Cine de San Sebastián), который с тех пор не прерывался ни на один год. А в 1956 прошла первая Неделя Международного Кино в Вальядолиде (Semana Internacional de Cine — SEMINCI).
Начиная с фильма «Marcelino, pan y vino» (1955) режиссёра Ладислао Вайда появляется мода на актёров-детей, снимается множество картин с участием Хоселито, Марисоль, Росио Дуркаль, Пили и Мили, Аны Белен.
С 1950-х становится очевидным влияние неореализма на новых режиссёров, таких как Антонио дель Амо, Хосе Антонио Ньевес-Конде (José Antonio Nieves-Conde) с его наиболее заметным фильмом «Surcos» (1951), Хуан Антонио Бардем c фильмами «Muerte de un ciclista» («Смерть велосипедиста»,1955) и «Calle Mayor» (1956) и Луис Гарсия Берланга с фильмами «Bienvenido, Mister Marshall» («Добро пожаловать, мистер Маршалл», 1952), «Calabuch» (1956), «Los jueves, milagro» (1957), «Plácido» (1961) и «El verdugo» (1963).
В своём выступлении на Беседах в Саламанке (Conversaciones de Salamanca) в 1955-м году Бардем оценивает послевоенное кино как жестокое и бессердечное: «испанское кино на самом деле, говорит он, политически неэффективно, социально ложно, низко-интеллектуально, неэстетично и индустриально слабо».
Хуан де Ордунья (Juan de Orduña) достигает громкого коммерческого успеха с фильмом «Последний куплет» (El último cuplé, 1957) c Сарой Монтьель в главной роли.
Буньюэль время от времени приезжает в Испанию, чтобы снять скандальную «Виридиану» (1961) и «Тристану» (1970), два из его лучших фильмов.

## Новое испанское кино
В 1962 году к руководству Главного Управления Кино (La Dirección General de Cine), вернулся Хосе Мария Гарсия Эскудеро (José María García Escudero). С ним увеличилась государственная поддержка кино, стала активно развиваться Государственная Школа Кино (la Escuela Oficial de Cine), из которой вышло множество новых режиссёров, преимущественно лево-ориентированных и оппозиционных диктатуре Франко. Среди них можно выделить Марио Камуса, Виктора Эрисе, Мигеля Пикасо, Франсиско Регейро, Мануэля Саммерса и Карлоса Сауру (Carlos Saura). Не вошедший в этот ряд Фернандо Фернан Гомес (Fernando Fernán Gómez) снимает классический «El extraño viaje» (1964).
C телевидения приходит Хайме де Арминьян (Jaime de Armiñán), автор «Mi querida señorita» (1971). Из так называемой «барселонской школы», изначально экспериментальной и космополитичной, выделяются Висенте Аранда, Хайме Камино и Гонсало Суарес, которые, однако, снимут свои шедевры только в 1980-х.
В 1967 году появляется Кинофестиваль в Ситжесе (El Festival de Cine de Sitges), в настоящее время известный как Международный кинофестиваль Каталонии (Festival Internacional de Cinema de Cataluña) и считающийся одним из лучших кинематографических конкурсов Европы и номером 1 в области фантастики, в жанре в котором особенно отличился Хесус Франко (Jesús Franco), режиссёр очень известный за пределами Испании под псевдонимами Джесс Франк (Jess Frank) или Джесс Франко (Jess Franco).

## Кино эпохи демократии
Вместе с концом диктатуры закончилась и цензура. Стали разрешены культурные проявления на других испанских наречиях помимо кастильского, образовался, например, Каталонский Институт Кинематографии (Institut de Cinema Català) и другие.
Поначалу на экране одерживали победу стриптиз и специфические социальные комедии, обозначаемые термином «ландизм» («landismo») по имени актёра Альфредо Ланда, которые жестоко высмеивали жизнь страны в последние годы режима Франко.
На протяжении эпохи демократии каждое новое поколение режиссёров обращались к дискуссионным темам и пересматривали предшествовавшую историю страны. Это Хайме Чаварри, Басилио Мартин Патино, Виктор Эрисе, Хосе Луис Гарси, Мануэль Гутьеррес Арагон, Элой де ла Иглесия, Пилар Миро и Педро Олеа.
Также проявило себя так называемое «новое баскское кино» («nuevo cine vasco») режиссёров Мончо Армендариса и Хуана Бахо Ульоа.
В число наиболее известных режиссёров, признанных мировой критикой в жанре фантастического кино вошёл постановщик Жауме Балагеро, постоянно получающий призы на престижных киносмотрах кинофантастики.
Испанское кино, тем не менее, зависит от эпизодических успехов и кассовых сборов так называемых «мадридских комедий» («comedia madrileña») Фернандо Коломо и Фернандо Труэбы, утончённых мелодрам Педро Альмодовара, чёрного юмора Алекса де ла Иглесия (Alex de la Iglesia) и грубоватого юмора Сантьяго Сегуры (Santiago Segura), а также работ Алехандро Аменабара до такой степени, что, по словам продюсера Хосе Антонио Фелеса (José Antonio Félez), в 2004 году «50 % сборов собрали 5 фильмов, а 8-10 фильмов дали 80 % всех сборов».
С другой стороны, порнографические фильмы нашли одну из своих мекк в Барселоне и одну из своих звёзд в лице Начо Видала.
В 1987 была основана премия Гойя (Goya), аналог Оскара, но для испанского кино.